# Il marinaio
Il marinaio. Dramma statico in un quadro è un'opera dello scrittore portoghese Fernando Pessoa.
Il dramma venne composto da Pessoa in una sola notte fra l'11 e il 12 ottobre del 1913 e due anni dopo, nel 1915, esso venne pubblicato sul primo numero dalla rivista Orpheu dopo sostanziali modifiche.

Si tratta di un dialogo a tre voci condotto da tre "donzelle" che vegliano in una stanza circolare per una sola notte un'amica morta e, che nel timore di dissolversi con la luce dell'alba, decidono di parlare e raccontarsi i loro sogni per credersi reali.
Uno dei sogni della seconda vegliatrice è quello di un vecchio marinaio che aveva fatto naufragio

## Critica
Il marinaio è stato definito dalla maggior parte della critica, a partire dal 1952 ad oggi, un dramma di carattere simbolista che risente dell'influenza di Maeterlinck, ma, lo stesso Tabucchi che nel 1970 sosteneva questa tesi, nel saggio intitolato Una sciarada per il marinaio scritto nel 1988 che accompagna come commento l'opera, rivede le sue affermazioni e, pur sostenendo che dal punto di vista linguistico Il marinaio è un testo dai molti caratteri simbolisti, egli scrive che: "...non sarebbe implausibile pensare che il sigillo del Marinaio, piuttosto che nel simbolismo del poeta belga, sia da cercarsi nella poesia shakespeariana che Pessoa ha studiato ed esaminato con fervore e puntiglio".
Nella sua nota alla traduzione, Tabucchi fa notare che quella de Il marinaio è una lingua che non potrebbe essere usata nel discorso parlato e che, se per paradosso il poema è stato chiamato dallo stesso autore "dramma statico", esso è un teatro scritto non tanto per essere recitato quanto per essere letto.

## Edizioni
- Fernando Pessoa, Il marinaio, traduzione di Antonio Tabucchi, Collana Scrittori tradotti da scrittori, Torino, Einaudi, 1988. - Collana ET Classici, Einaudi, 1996, ISBN 88-06-17744-3.